# Vụ đánh bom Sân bay quốc tế Domodedovo 2011
Vụ đánh bom Sân bay quốc tế Domodedovo 2011 là một cuộc tấn công tự sát xảy ra vào lúc 16h32 ngày 24 tháng 1 năm 2011 (giờ địa phương) tại Sân bay Quốc tế Domodedovo ở ngoại ô Moskva, giết chết ít nhất 35 người và làm bị thương ít nhất 180 người, trong đó 86 người phải nhập viện.
Vụ đánh bom đã gây ảnh hưởng đến khu vực nhận lại hành lý sảnh quốc tế của sân bay. Một số báo cáo đã cho rằng vụ nổ do một kẻ đánh bom tự sát gây ra, với các nhà điều tra nói rằng vụ nổ đã được tạo ra bởi "thiết bị chuẩn bị sẵn đóng gói với các mảnh đạn, mẩu dây nhỏ "và tương đương với từ 2 đến 5 kg thuốc nổ TNT; cảnh sát đang tìm kiếm ba nghi phạm nam giới. Điều tra viên trưởng của Nga đã tuyên bố các vụ đánh bom là hành động khủng bố. Những người điều tra đã tìm thấy một cái đầu của nam giới mà hiện nay người ta tin rằng nó có thể là đầu của kẻ đánh bom tự sát.
Sân bay này nằm 40 km (25 dặm) bên ngoài trung tâm của Moscow và có nhiều công nhân nước ngoài và khách du lịch đi đến. Sau khi vụ nổ diễn ra, sở giao dịch chứng khoán Moskva giảm 2 điểm. Sau khi vụ đánh bom, Tổng thống Nga Dmitry Medvedev thông báo rằng ông sẽ hoãn chuyến đi của ông tới Diễn đàn Kinh tế Thế giới ở Davos, Thụy Sĩ.
|  |  |

## Phản ứng tại Nga
Một số chuyến bay hướng tới Domodedovo đã được chuyển hướng đến sân bay quốc tế Vnukovo của Moskva sau vụ tấn công này. Nhà chức trách Nga liên lạc với tất cả các sân bay Nga để ngay lập tức kiểm tra tất cả các du khách trước khi cho phép họ đi vào các nhà ga sân bay.
Các chuyến tàu đi lại từ Domodedovo đến thành phố được vận chuyển hành khách miễn phí. Các chuyến tàu từ các sân bay khác của Moskva, nơi các chuyến bay có lịch theo lịch trình ban đầu hạ cánh tại Domodedovo đã được chuyển hướng đến, cũng chạy miễn phí. Các tình nguyện viên lái xe ô tô riêng của họ đến sân bay để giúp chở hành khách vận chuyển vào Moscow.

## Phản ứng quốc tế
Dư luận quốc tế phần đông lên tiếng phản đối vụ khủng bố tự sát này, trong đó bao gồm: tổng thống Azerbaijan Ilham Aliyev, tổng thống Belarus Alexander Lukashenko, cựu tổng thống Kazakhstan Nursultan Nazarbayev, Chủ tịch nước Việt Nam Nguyễn Minh Triết, tổng thống Hoa Kỳ Barack Obama.

## Nạn nhân
Người thương vong đầu tiên được xác định là nhà viết kịch 29 tuổi người Ukraine Anna Yablonskaya, tác giả của hơn một chục vở kịch. Nửa giờ trước khi vụ nổ xảy ra, Yablonskaya đã đáp chuyến bay từ thành phố quê hương của cô Odessa để nhận giải thưởng tại buổi lễ dành cho các nhà viết kịch trẻ do tạp chí  Nghệ thuật Điện ảnh  thành lập.
Vào ngày 25 tháng 1, Bộ Tình trạng Khẩn cấp (EMERCOM) đã công bố danh sách thương vong. 26 trong tổng số 35 người chết đã được xác định.
Theo Vladimir Markin, đại diện của Ủy ban Điều tra Liên bang Nga, hai công dân Anh đã chết trong vụ nổ, tuy nhiên, BBC trong một bài báo sau chỉ đề cập đến một công dân Anh trong số những người đã chết, cũng như một công dân Đức. Gordon Cousland, một nhà phân tích của CACI, đã được xác nhận là là công dân Anh, trong khi một nạn nhân khác, Kirill Bodrashov, người có gien được EMERCOM liệt kê là công dân Anh, là một công dân Nga đã sống ở London trong vài năm. Bộ Ngoại giao Bulgaria đã báo cáo rằng một người đàn ông Bulgaria nằm trong số thương vong;, tuy nhiên, sau đó người ta đã làm rõ rằng người dân tộc Bulgaria thiệt mạng trong vụ nổ thực sự có quốc tịch Áo.
Theo đại sứ quán Slovakia tại Moscow, nữ diễn viên Slovakia Zuzana Fialová đã bị thương trong vụ nổ.
| Quốc tịch     | Tử vong | Bị thương |
| ------------- | ------- | --------- |
| Nga           | 16      | 58        |
| Anh           | 1       | 1         |
| Tajikistan    | 1       | 6+        |
| Uzbekistan    | 1       |           |
| Kyrgyzstan    | 1       |           |
| Moldova       |         | 1         |
| Đức           | 1       | 1         |
| Bungary       | 1       |           |
| Slovakia      |         | 1         |
| Serbia        |         | 1         |
| Ukraina       | 1       |           |
| Italia        |         | 1         |
| Pháp          |         | 1         |
| Chưa xác định | 12      | 13        |
| Tổng số       | 35      | 93        |